# Als Paul über das Meer kam – Tagebuch einer Begegnung
Als Paul über das Meer kam – Tagebuch einer Begegnung ist ein deutscher Dokumentarfilm von Jakob Preuss aus dem Jahr 2017.

## Inhalt
2014 lernt der Dokumentarfilmer Jakob Preuss kamerunische Flüchtlinge in Marokko nahe Melilla kennen. Sie kampieren dort im Wald und versuchen langfristig nach Europa zu gelangen. Preuss begleitet den aus Douala geflüchteten Paul Nkamani mit der Kamera. Dieser habe in Kamerun keine Chance gehabt und begann eine lange Reise durch die Sahara. In Nordafrika seit Monaten gestrandet wartet er auf eine Gelegenheit. Als Bootsflüchtling wagt er schließlich den Weg übers Mittelmeer, bei dem es auch zu Todesfällen kommt. In Spanien gerät er in Abschiebehaft, wird aber bald entlassen und kommt in Paris an. Preuss ermöglicht ihm die Reise nach Berlin, wo er einen Asylantrag stellt. Er wird dann nach Eisenhüttenstadt in ein abgelegenes Asylheim verwiesen. Die Eltern von Preuss nehmen den Flüchtling bei sich zuhause in Berlin-Wilmersdorf auf. Er lernt die deutsche Sprache und nimmt einen Job in einem Senioren-Pflegeheim an.

## Hintergrund
Der Film wurde 2017 beim Filmfestival Max Ophüls Preis uraufgeführt. Er wurde auf dem Filmfestival Shanghai als „bester Dokumentarfilm“ ausgezeichnet.

## Rezeption
Kaspar Heinrich schreibt in Die Zeit: „Der Dokumentarfilmer Jakob Preuss hat einen Film über einen Flüchtling gedreht. Es wurde ein Tagebuch über Freundschaft, aber auch über Abhängigkeiten und Erwartungen.“
Oliver Kaever bei Der Spiegel: „In "Als Paul über das Meer kam" wird aus einem Geflüchteten ein Mensch - und ein Freund des Filmemachers. Eine Doku, die bewusst Grenzen überschreitet.“